# Treehouse of Horror XXIX
«Treehouse of Horror XXIX» (с англ. — «Дом ужасов XXIX») — четвёртая серия тридцатого сезона мультсериала «Симпсоны». Впервые вышла 21 октября 2018 года в США на телеканале FOX.
Во время премьеры эпизод просмотрели 2,95 млн человек с рейтингом 1.3, что сделало его самым популярным шоу на канале Fox в ту ночь.

## Сюжет

### Вступление
Семья Симпсонов прибывает в городок Fogburyport, месте рождения Похлёбки из Зеленого Моллюска, потому что он входит в список мест, которые нужно посетить, прежде чем умирать. Тем не менее, оказалось, что это ловушка, и что они будут поглощены Ктулху. Однако Гомер заявляет, что ему был обещан конкурс поедания устриц против Ктулху. Гомер побеждает его, когда Ктулху рвёт и падает. Он спрашивает, чего хочет Гомер в качестве награды. Гомер шепчет: «Я хочу тебя съесть».
Ктулху виден в гигантской кастрюле, а Симпсоны (кроме Лизы) наслаждаются хот-догами, сделанными из щупалец Ктулху. Когда Гомер пробивает чернильный мешок зверя, появляется надпись «Treehouse of Horror XXIX».

### Intrusion of the Pod-Y Switchers
В подводной базе Mapple Стив Моббс (на экране) рассказывает взволнованной публике о новом Myphone. Когда все говорят по телефону, Стив оказывается инопланетянином.  С помощью смартфонов они отвлекают людей и готовятся к атаке. В то же время инопланетянине выпускают на Землю споры, из-за котоых в Спрингфилде каждый превращается в растительную версию себя. Души преобразованных граждан переносятся на утопическую планету без технологий. Растение-инопланетяне видят горожан с продуктами Mapple и спрашивают, где они их нашли. Барт говорит, что они нашли его под живой ёлкой.

### Multiplisa-ty
После ночёвки у Милхауса Нельсон и Барт оказываются в камере, запертой Лизой, которая страдает диссоциативным расстройством идентичности. Когда мальчишки не просят повторить её выступление на бис, она снова закрывает их. Однако вскоре она добровольно даёт им ключ от двери.
На заброшенном мусорообрабатывающем заводе Лиза нападает и убивает Милхауса и Нельсона. Когда Барт спрашивает её, что с ней случилось, девочка рассказывает, что Барт схватил её тест на правописание, изменил её ответы, высмеял мисс Гувер, за что Лиза получила «двойку». Однако девочка даёт брату последний шанс спастись, и он раскаивается. В то время Милхаус был превращён в «бумажного мальчика»…

### Geriartric Park
Пародия на «Парк Юрского периода». Мистер Бёрнс открывает дом престарелых, где всем пенсионерам вводится ДНК динозавров. Сначала они все здоровы и снова чувствуют себя молодыми, причём с невероятной силой. Но, как только Гомер, игнорируя предупреждающий знак, поднимает температуру (после того как его отец жалуется на прохладу), старики превращаются в свои версии динозавров.
Посетителей и мистера Бёрнса убивают старейшины, а семье Симпсонов угрожают дедушка и Жаклин Бувье (превращённые в индоминусо-подобных теропода и паразаврофуса соответственно). Лиза мужественно противостоит дедушке и узнаёт, что все они просто нуждаются в заботе и уважении. В конце концов, семья Симпсонов спасается живыми и невредимыми, хотя их вертолет летит на трансформированной Агнес Скиннер.

## Отзывы
Деннис Перкинс из «The A.V. Club» дал эпизоду оценку C+, сказав: «После такого утомительного выхода в свет, как этот, соблазнительно сказать, что пришло время похоронить концепцию „Treehouse of Horror“ как ненужное ежегодное разочарование…»
Джесси Шедин из «IGN» дал эпизоду 5,6 из 10, заявив, что «Почти никогда не создаётся впечатление, что сценаристам достаточно места, чтобы по-настоящему воспользоваться этими ужасными пародиями. В результате получилось много простых поверхностных гегов…»
Тони Сокол из «Den of Geek» дал серии три из пяти звёзд.